# Bahnstrecke Helsingborg–Råå–Ramlösa
| Sonderfahrt um 1900 in Triangeln |                         |                                   |                                   |
| Streckenverlauf |                         |                                   |                                   |
| Streckenlänge: | 8,2 km                  |                                   |                                   |
| Spurweite: | 600 mm ab 1906: 1435 mm |                                   |                                   |
| |                         |                                   |                                   |
| \| \| \| Helsingborgs gamla Centralstation \| \| \| \| Västkustbanan \| \| \| \| Triangeln \| \| \| \| Västkustbanan \| \| \| \| Ramlösa nedre station \| \| \| \| Ramlösa brunn \| \| \| \| Helsingborg kopparverk \| \| \| \| Helsingborg kopparverk \| \| \| \| Råå station \| \| \| \| Hafengleise \| \| \| \| Råå havn \| |                         |                                   |                                   |
| Kopfbahnhof Streckenanfang (Strecke außer Betrieb) |                         | Helsingborgs gamla Centralstation | Helsingborgs gamla Centralstation |
| Kreuzung geradeaus oben (Strecke geradeaus außer Betrieb) |                         | Västkustbanan                     | Västkustbanan                     |
| Abzweig geradeaus, nach links und von links (Strecke außer Betrieb) · Strecke von rechts (außer Betrieb) |                         | Triangeln                         | Triangeln                         |
| Strecke (außer Betrieb) · Kreuzung geradeaus oben (Strecke geradeaus außer Betrieb) |                         | Västkustbanan                     | Västkustbanan                     |
| Strecke (außer Betrieb) · Bahnhof (Strecke außer Betrieb) |                         | Ramlösa nedre station             | Ramlösa nedre station             |
| Strecke (außer Betrieb) · Kopfbahnhof Streckenende (Strecke außer Betrieb) |                         | Ramlösa brunn                     | Ramlösa brunn                     |
| Bahnhof (Strecke außer Betrieb) |                         | Helsingborg kopparverk            | Helsingborg kopparverk            |
| Abzweig geradeaus und nach rechts (Strecke außer Betrieb) |                         | Helsingborg kopparverk            | Helsingborg kopparverk            |
| Bahnhof (Strecke außer Betrieb) |                         | Råå station                       | Råå station                       |
| Abzweig geradeaus und von links (Strecke außer Betrieb) |                         | Hafengleise                       | Hafengleise                       |
| Betriebsstelle Streckenende (Strecke außer Betrieb) |                         | Råå havn                          | Råå havn                          |

Die Bahnstrecke Helsingborg–Råå–Ramlösa, umgangssprachlich Decauvillen, war eine 8,2 Kilometer lange schwedische Schmalspurbahn. Sie führte von Helsingborg nach Råå und Ramlösa. Die Strecke hatte anfangs eine Spurweite von 600 mm, die 1906 auf Normalspur umgespurt wurde. Sie wurde von 1891 bis 1924 eigenständig betrieben.

## Geschichte
Während der Industrialisierung in den späten 1800er Jahren expandierte Helsingborg schnell. Insbesondere wuchs die Stadt im Süden in Richtung Råå. In den frühen 1870er Jahren wurde das Verkehrsaufkommen mit Hilfe von Pferdebussen bewältigt, deren Kapazität jedoch begrenzt war. In den 1880er Jahren hatten die einflussreichen Konsule Nils Persson und August Sylvan an der Küste zwischen Helsingborg und Råå große Teile der Raus-Planteringen aufgekauft. Sie erkannten das Potenzial der Region für die industrielle Nutzung, aber dafür waren bessere Verkehrsmittel erforderlich. 1889 kontaktierten sie Graf Fredrik Arvidsson Posse bezüglich des Baus einer neuen Dampfeisenbahn.

## Helsingborg–Råå–Ramlösa Järnväg
Posse besuchte 1889 die Weltausstellung in Paris, wo die mit vorgefertigtem fliegendem Gleis errichtete Decauville-Bahn der Pariser Weltausstellung vorgestellt wurde. Er erkannte deren Nützlichkeit für Helsingborg und kaufte zwei der dort ausgestellten Dampflokomotiven, Massouah und Turkestan, zwei Personenwagen und Gleise. Er stellte seinen Vorschlag 1890 vor und gründete die Helsingborg-Råå-Ramlösa Järnväg (HRRJ), deren Haupteigentümer er war. Die von ihm geplante Strecke führte vom Hauptbahnhof Helsingborg in der Trädgårdsgatan zum Hafen von Råå im Süden, mit einer Zweigstrecke ab Triangeln über Raus-Planteringen zur Heilquelle in Ramlösa.
Die Konzession für die Strecke wurde am 10. April 1891 bewilligt. Die bereits von Decauville in Frankreich auf Schwellen montierten Schienen konnten schnell verlegt werden, so dass die Eisenbahn am 16. Juli 1891 in Betrieb genommen werden konnte. Am 11. August 1891 erfolgte die offizielle Einweihung.
1901 wurde das Schienennetz durch eine Zweigstrecke zu den neu errichteten Kupferwerken (Kopparverket) und 1904 mit einer weiteren Zweigstrecke zur Mechanischen Werkstatt von Råå erweitert. Zu diesem Zeitpunkt gab es vier Dampflokomotiven, von denen zwei auf der Weltausstellung erworben wurden. Hinzu kamen insgesamt 15 Personenwagen und rund 30 Güterwagen, die hauptsächlich für den Transport von und zu den Kupferwerken sowie für den Transport von Torf verwendet wurden.
Sowohl der Personen- als auch der Güterverkehr nahmen jedoch rasch zu, so dass die Kapazität der Schmalspurbahn bald nicht mehr ausreichte. Die Linie wurde daher auf Vorschlag von Nils Persson vom 7. Oktober 1906 bis 1. Dezember 1906 auf Normalspur umgespurt und elektrifiziert.
Die Konzession für den Umbau war bereits am 23. Februar 1905 bewilligt worden. Ab Oktober 1905 begannen die Vorbereitungen für den Umbau. Am 17. Juli 1906 verkehrte der letzte Schmalspurzug von Helsingborg nach Ramlösa, am 7. Oktober 1906 der letzte Zug auf dem Abschnitt Triangeln–Råå. Die Strecke war die erste elektrifizierte Bahnstrecke in Schweden.
Der größte Teil der schmalspurigen Schienenfahrzeuge wurde nach der Umspurung an andere Schmalspurbahnen verkauft.

## Integration in das städtische Straßenbahnnetz
Am 21. Juli 1924 wurde die Strecke in die Helsingborger Straßenbahnen (Hälsingborgs stads spårvägar) integriert. Der Straßenbahnbetrieb wurde am 3. September 1967, dem Dagen H, im Zusammenhang mit der Rechtsverkehrumstellung (schwedisch högertrafikomläggningen) eingestellt.

## Erhaltene Fahrzeuge
Bei der Museumsbahn Östra Södermanlands Järnväg in Mariefred sind noch einige Schmalspurgleise und sechs Wagen, davon vier Personenwagen, der Helsingborg–Råå–Ramlösa Järnväg erhalten. Einige Normalspurgleise und -fahrzeuge sind bei den Museispårvägen in Malmköping erhalten. Es gibt dort auch eine Reihe von erhaltenen Straßenbahnen aus Helsingborg.